# یعقوب محمدف
یعقوب محمدف (ترکی آذربایجانی: Yaqub Məmməd oğlu Məmmədov; ۵ مهٔ ۱۹۳۰ – ۵ ژوئن ۲۰۰۲) خواننده موسیقی‌های مقامی آذربایجانی بود.

## شرح حال
یعقوب محمدف ۵ ماه مه سال ۱۹۳۰ در شهرستان آغجابدیع آذربایجان شوروی چشم به جهان گشود. در سال ۱۹۳۶ برای حضور در «جشنواره جوانان سراسری کشور» راه باکو را در پیش گرفت و برنده این جشنواره شد. سپس جهت فعالیت به تالار دولتی فیلارمونیک آکادمیک آذربایجان دعوت شد. یعقوب محمدف همزمان با اینکه از سال ۱۹۵۸ در فیلارمونیک کار می‌کرد، در کلاس‌های سید شوشینسکی در مدرسه موسیقی آصف زینالی مشغول به آموزش موسیقی بود. وی سال‌ها در تالار دولتی فیلارمونیک آکادمیک آذربایجان تک‌خوان بود. موسیقی‌های مقامی که وی اجرا کرده و روی صفحه گرامافون ضبط شده بود محبوبیت بسزایی داشت و در سرتاسر خاورمیانه دست به دست می‌شد.
یعقوب محمدف در ۵ ژوئن سال ۲۰۲۲ در باکو درگذشت.

## جوایز
- جایزه هنرمند مردمی آذربایجان شوروی: ۲۹ اکتبر سال ۱۹۹۰
- جایزه هنرمند افتخاری آذربایجان شوروی: ۱ دسامبر سال ۱۹۸۲
- نشان شهرت جمهوری آذربایجان: ۳ دسامبر سال ۲۰۰۱[۴]